# Ортолык (приток Дженишкетала)
Ортолык — река в Республике Алтай России. Является протокой Юстыта. Течёт в северо-западном направлении по болотистой местности. Устье реки находится в 11 км по правому берегу протоки Чуи Дженишкетал. Длина реки составляет 27 км.

## Данные водного реестра
По данным государственного водного реестра России относится к Верхнеобскому бассейновому округу, водохозяйственный участок реки — Катунь, речной подбассейн реки — Бия и Катунь. Речной бассейн реки — (Верхняя) Обь до впадения Иртыша. Код водного объекта — 13010100312115100005469.